# A.C. Fellingham
A.C. Fellingham es una botánica sudafricana.

## Algunas publicaciones
- a.c. Fellingham, h.p. Linder. 2003. Inflorescences of Cliffortia L. (Rosaceae) and related vegetative branching patterns. Bothalia 33 ( 2): 173-193. http://www.scopus.com/scopus/inward/record.url?eid=2-s2.0-0344496730&partnerID=40&rel=R8.0.0.

- -----------------------, n.l. Meyer. 1995. New combinations and a complete list of Asparagus species in southern Africa. Bothalia 25: pp. 205-209
- La abreviatura «Fellingham» se emplea para indicar a A.C. Fellingham como autoridad en la descripción y clasificación científica de los vegetales.[2]